# تپه قلعه اصل روادانق
تپه قلعه اصل روادانق مربوط به هزاره اول قبل از میلاد - سده‌های میانه دوران‌های تاریخی پس از اسلام است و در شهرستان ورزقان، بخش مرکزی، دهستان ازومدل جنوبی، ۵۰۰ متری ضلع شمالی روستای روادانق واقع شده و این اثر در تاریخ ۲۷ بهمن ۱۳۸۷ با شمارهٔ ثبت ۲۴۵۱۳ به‌عنوان یکی از آثار ملی ایران به ثبت رسیده است.